# Esteve Aragó
Esteve Aragó (Estagell, 1802 - París, 1892) fou un polític i dramaturg nord-català, potser el més cèlebre dels germans Aragó després del cèlebre científic i polític Francesc. Va escriure un gran nombre d'obres de teatre entre 1822 i 1847.

## Biografia
Fill del liberal Francesc Bonaventura Aragó, que havia participat en la revolució francesa a la Catalunya Nord, i de Maria Roig, tenia per germans:
- Francesc Aragó (1786-1853) fou un eminent científic de la seua època i el ministre de França que durant la segona república va abolir l'esclavitud.
- Joan Aragó (1788-1836) va emigrar cap a l'Amèrica del Nord i esdevingué general de l'exèrcit de Mèxic combatent a la guerra d'independència contra Espanya.
- Jaume Aragó (1799-1855) participà en el viatge d'exploració que Louis de Freycinet dugué a terme en l'Uranie entre 1817 i 1821; quan tornà del viatge, es dedicà al periodisme i a la literatura.

Va escriure un gran nombre d'obres de teatre entre 1822 i 1847 i, segons es diu, va col·laborar amb Honoré de Balzac en l'escriptura de l'Héritière de Birague. El 1829 fou nomenat director del famós teatre de Vaudeville.
No obstant Esteve Aragó fou conegut pel seu activisme polític. Perseguit per la policia de la monarquia el juliol de 1830, fou amnistiat el 1836. Durant les jornades revolucionàries del febrer de 1848 va lluitar a les barricades de París, i moments després de l'abdicació del rei Lluís Felip I, el dia 24, va anar a la direcció general de correus i va ocupar l'edifici. Amb l'adveniment de la segona república (de la qual el seu germà Francesc n'era ministre) va ser confirmat com a director de l'entitat, des de la qual va crear el segell de correus. Contrari al president Lluís Napoleó des que aquest fou elegit el 10 de desembre del 1848, va renunciar al càrrec aquell mateix mes. Des del 1849 va haver de viure a Bèlgica, i no va poder tornar fins al 1859, quan hi hagué una amnistia.
Amb la revolució del 4 de setembre del 1870 Esteve Aragó va esdevenir alcalde de París, i l'any següent fou elegit diputat pel departament dels Pirineus Orientals (a on hi ha la Catalunya del Nord), tot i que hi va renunciar aviat.
Va deixar la política quan ja era vell. El 1879 fou nomenat conservador del Museu de Luxemburg.

## Obres
- Stanislas, o La Suite de Michel et Christine, vodevil amb Saint-Alme en 1823;
- L'Anneau de Gygès, vodevil amb Desvergers en 1824;
- Le Pont de Kehl, o Les Faux Témoins, melodrama en 3 actes amb Cuvelier i Desvergers en 1824;
- Un jour d'embarras, vodevil amb Saint-Alme en 1824;
- L'Amour et la guerre, vodevil amb Varin et Charles Desnoyers en 1825;
- Le Compagnon d'infortune, o Les Prisonniers, comèdia-vodevil en 1 acte amb Théaulon (Varietats el 19/1/1825)
- C'est demain le treize o Le Sentiment et l'almanach amb Desvergers en 1826;
- Lia ou Une nuit d'absence, vodevil amb Desvergers en 1826;
- Le Départ, séjour et retour, comèdia-vodevil en 3 actes amb Desvergers i Varin en 1827;
- La Fille du portier, drame en 3 actes amb Anicet-Bourgeois en 1827;
- La Fleuriste, vodevil amb de Villeneuve en 1827;
- Gérard et Marie, vodevil amb de Villeneuve en 1827;
- L'Avocat, melodrama en 3 actes amb Desvergers en 1827;
- Mandrin, melodrama en 3 actes amb Benjamin Antier en 1827;
- Pauvre Arondel, o els 3 talismans, vodevil en dos actes de de Villeneuve en 1827 o 1828;
- Les Quatre Artistes ou Les Lettres et les Portraits, 1827
- Le Rabot et le cor de chasse, o Le Cousin et le voisin, comèdia amb Anicet-Bourgeois i d'Estagel (Étienne Arago) en 1828;
- Le Malade par circonstance, vodevil amb Varin i Desvergers en 1829;
- Paul Morin, drama en 3 actes amb Marie Aycard en 1829;
- Le Cousin Frédéric, o La Correspondance, comèdia-vodevil amb Rougemont i Alexandre Basset en 1829;
- Cagotisme et liberté o Les Deux Semestres, vodevil amb Duvert i Ancelot en 1830;
- Arwed ou Les Représailles, amb Varin i Desvergers en 1830;
- Vingt-sept, 28 et 29 juillet, retaule episòdic de tres dies amb Duvert en 1830;
- Madame Dubarry, vodevil en 3 actes amb Ancelot en 1831;
- Les Chemins en fer, vodevil-revista amb Maurice Alhoy en 1832 ou 1833;
- La Vie de Molière, vodevil en 3 actes amb Dupeuty en 1832;
- Le Prix de folie, vodevil amb el seu germà Jaume Aragó en 1833 o 1834;
- Les Malheurs d'un joli garçon, vodevil amb Varin i Desvergers en 1834;
- Théophile, o Ma vocation, vodevil amb Varin i Desvergers en 1834;
- Les Pages de Bassompierre, amb Varin i Desvergers en 1835;
- Paris dans la comète, revista-vodevil amb Rougemont i Dupeuty en 1835;
- Arriver à propos, vodevil amb Lubize en 1836;
- Le Démon de la nuit, vodevil en 2 actes amb Bayard en 1836;
- Casanova au fort St André, vodevil amb Varin et Desvergers en 1836; dont Albert Lortzing tira un òpera còmica en 3 actes : Casanova, creat el 31 de desembre de 1841 a Leipzig;
- Le Mari à la ville et la femme à la campagne, vodevil amb Varin i Desvergers en 1837
- Le Secret de mon oncle, vodevil amb Varin i Desvergers en 1837;
- Le Cabaret de Lustucru, vodevil amb Jaime en 1838;
- Les Maris vengés, vodevil amb Decomberousse i Roche en 1839;
- Les Mémoires du diable, vaudeville en 3 actes avec Paul Vermond en 1842;
- Brelan de troupiers, amb Dumanoir en 1843;
- Une Invasion de grisettes, amb Charles Varin en 1844;
- Les Aristocraties, comèdia en cin actes i en vers, estrenada en 1847 al Théâtre-Français (Mme Judith dans le rôle de Laurence Verdier).